# Филаччано
Филаччано (итал. Filacciano) — коммуна в Италии, располагается в регионе Лацио, в провинции Рим.
Население составляет 540 человек (2008 г.), плотность населения составляет 94 чел./км². Занимает площадь 6 км². Почтовый индекс — 60. Телефонный код — 0765.
Покровителем коммуны почитается святой Эгидий, празднование 1 сентября.

## Демография
Динамика населения:

## Администрация коммуны
- Официальный сайт: http://web.tiscali.it/filacciano/